# Workin' with the Miles Davis Quintet
Workin' with the Miles Davis Quintet is een album opgenomen in 1956 door the Miles Davis Quintet in Rudy Van Gelder's studio in Hackensack, New Jersey en uitgebracht in januari 1960.

## Achtergrond
In 1956 had Miles Davis een contract getekend bij het grote label Columbia. Zijn contract bij het kleine Prestige-label liep echter nog een jaar door en hij stemde er in toe dat hij in de loop van dat jaar genoeg materiaal voor vier albums zou opnemen om aan zijn verplichtingen te voldoen. In twee marathonsessies, op 11 mei en 26 oktober 1956 nam het kwintet liefst 24 nummers op. Deze werden verdeeld over vier albums, namelijk Workin' with the Miles Davis Quintet, Cookin' with the Miles Davis Quintet, Relaxin' with the Miles Davis Quintet en Steamin' with the Miles Davis Quintet.
Workin' with the Miles Davis Quintet was het derde album van deze vier dat werd uitgebracht. Het album bestaat uit 8 nummers die allemaal in één take werden opgenomen. Het openingsnummer It Never Entered My Mind is een nummer van de Rodgers en Hart-musical Higher and Higher uit 1940. Het nummer In Your Own Sweet Way is een jazzstandard uit 1955 en een van de beroemdste composities van Dave Brubeck.

## Nummers
1. "It Never Entered My Mind" - 5:22
2. "Four" - 7:12
3. "In Your Own Sweet Way" - 5:43
4. "The Theme (take 1)" - 1:58
5. "Trane's Blues" - 8:33
6. "Ahmad's Blues" - 7:24
7. "Half Nelson" - 4:45
8. "The Theme (take 2)" - 1:02

## Bezetting
- Miles Davis - trompet
- John Coltrane - tenorsaxofoon
- Red Garland - piano
- Paul Chambers - bas
- Philly Joe Jones - drums